# العلاقات الإسرائيلية النيوزيلندية
العلاقات الإسرائيلية النيوزيلندية هي العلاقات الثنائية التي تجمع بين إسرائيل ونيوزيلندا. لدى إسرائيل سفارة في ويلينغتون، وسفارة نيوزيلندا في أنقرة، تركيا معتمدة لدى إسرائيل. تعود العلاقات الدبلوماسية بينهما إلى يناير 1949. صدرت نيوزيلندا مزيجًا من السلع الزراعية والمصنعة إلى إسرائيل. في المقابل، صدرت إسرائيل مجموعة من السلع المصنعة إلى نيوزيلندا. تعقدت العلاقات الثنائية بين البلدين بسبب قضايا مثل فضيحة جوازات السفر الإسرائيلية النيوزيلندية عام 2004، وقرار مجلس الأمن التابع للأمم المتحدة رقم 2334 ، والصراع الإسرائيلي الفلسطيني.

## التمثيل الدبلوماسي
لدى إسرائيل سفارة في ويلينغتون وقنصلية فخرية في أوكلاند.
سفارة نيوزيلندا لدى تركيا في أنقرة معتمدة لدى إسرائيل. بالإضافة إلى ذلك، لدى نيوزيلندا قنصلية فخرية في تل أبيب.

## مقارنة بين البلدين
هذه مقارنة عامة ومرجعية للدولتين:
| وجه المقارنة                                              | إسرائيل                                                             | نيوزيلندا                                              |
| --------------------------------------------------------- | ------------------------------------------------------------------- | ------------------------------------------------------ |
| المساحة (كم2)                                             | 20.77 ألف                                                           | 268.02 ألف                                             |
| عدد السكان (نسمة)                                         | 8.89 مليون                                                          | 4.24 مليون                                             |
| الكثافة السكانية (ن./كم²)                                 | 428.02                                                              | 15.82                                                  |
| العاصمة                                                   | القدس                                                               | ويلينغتون، أوكلاند                                     |
| اللغة الرسمية                                             | اللغة العبرية، اللغة العربية                                        | لغة إنجليزية، اللغة الماورية، لغة الإشارة النيوزيلندية |
| العملة                                                    | شيكل إسرائيلي جديد، شيكل إسرائيلي قديم، جنيه فلسطيني، جنيه إسرائيلي | دولار نيوزيلندي، الجنيه النيوزيلندي                    |
| الناتج المحلي الإجمالي (بليون دولار)                      | 350.85 مليار                                                        | 205.85 مليار                                           |
| الناتج المحلي الإجمالي (تعادل القوة الشرائية) بليون دولار | 306.51 مليار                                                        |                                                        |
| الناتج المحلي الإجمالي الاسمي للفرد دولار أمريكي          | 35.73 ألف                                                           |                                                        |
| الناتج المحلي الإجمالي للفرد دولار أمريكي                 | 36.58 ألف                                                           |                                                        |
| مؤشر التنمية البشرية                                      | 0.899                                                               | 0.914                                                  |
| رمز المكالمات الدولي                                      | +972                                                                | +64                                                    |
| رمز الإنترنت                                              | .il                                                                 | .nz                                                    |
| المنطقة الزمنية                                           | توقيت إسرائيل، Israel Summer Time ‏                                  | ت ع م+13:00، ت ع م+12:00                               |

## منظمات دولية مشتركة
يشترك البلدان في عضوية مجموعة من المنظمات الدولية، منها:
| علم المنظمة | اسم المنظمة                               | تاريخ انضمام إسرائيل | تاريخ انضمام نيوزيلندا |
| ----------- | ----------------------------------------- | -------------------- | ---------------------- |
|             | مؤسسة التنمية الدولية                     | 22 ديسمبر 1960       | 1 أكتوبر 1974          |
|             | منظمة التعاون الاقتصادي والتنمية          | 7 سبتمبر 2010        | ?                      |
|             | الأمم المتحدة                             | 11 مايو 1949         | 24 أكتوبر 1945         |
|             | منظمة التجارة العالمية                    | 21 أبريل 1995        | ?                      |
|             | منظمة الشرطة الجنائية الدولية             | ?                    | ?                      |
|             | المركز الدولي لتسوية المنازعات الاستشارية | 22 يوليو 1983        | 2 مايو 1980            |
|             | الاتحاد الدولي للاتصالات                  | 24 يونيو 1948        | 3 يونيو 1878           |
|             | الفريق المعني برصد الأرض                  | ?                    | ?                      |
|             | البنك الدولي للإنشاء والتعمير             | 12 يوليو 1954        | 31 أغسطس 1961          |
|             | الاتحاد البريدي العالمي                   | ?                    | ?                      |
|             | مؤسسة التمويل الدولية                     | 26 سبتمبر 1956       | 31 أغسطس 1961          |
|             | وكالة ضمان الاستثمار متعدد الأطراف        | 21 مايو 1992         | 22 أبريل 2008          |
|             | يونسكو                                    | 16 سبتمبر 1949       | 4 نوفمبر 1946          |

## وصلات خارجية
- موقع وزارة الخارجية الإسرائيلية
- موقع وزارة الخارجية النيوزيلندية